# Mírmans saga
Mírmans saga es una de las sagas caballerescas escrita en nórdico antiguo y fechada hacia el siglo XIV. Se desconoce la fuente original, por lo que se considera una saga autóctona islandesa aunque hubo opiniones de editores que consideraban que pudo proceder de alguna obra hoy desaparecida del continente. Es la única en su género donde la conversión al cristianismo del protagonista juega un papel principal de la trama, con un argumento fuertemente influenciado por los cantares de gesta continentales, pero aportando una fuerte estructura literaria e hilo narrativo al estilo de las sagas islandesas. También contrasta el papel protagonista de tres figuras femeninas principales y, en contrapartida, el papel pasivo de Mírman.

## Traducción al español
- García Pérez, R. (2017): Sagas caballerescas islandesas. Saga de Mírmann. Saga de Sansón el Hermoso. Saga de Sigurðr el Mudo, Madrid, Miraguano ediciones.